# Établissement rural de Tchekouïevo

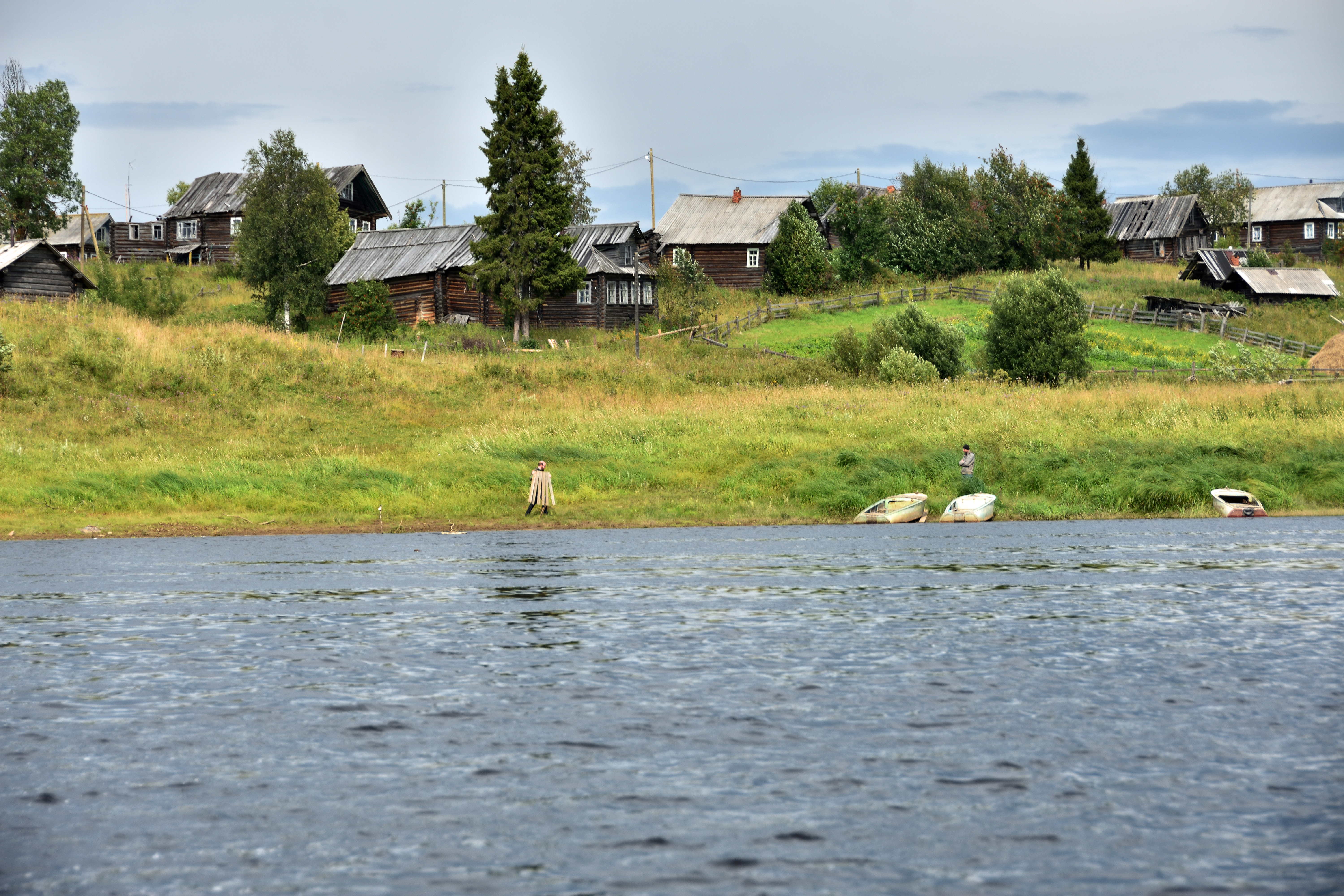
Le village de Tseliaguino.

La municipalité rurale de Tchekouïevo (Чекуевское сельское поселение, ou муниципальное образование «Чеку́евское»), est une entité territoriale municipale avec le statut de localité rurale du raïon d'Onega en Russie du Nord dans l'oblast d'Arkhangelsk. Son centre administratif est le village d'Antsiferovski Bor. Elle doit son nom à la localité de Tchekouïevo.

## Géographie
Elle se trouve dans le sud du raïon d'Onega, le long de l'Onega. Elle est traversée aussi par les rivières Moudiouga, Kodina, Verkhniaïa Tiolza, Nijniaïa Tiolza, Nijniaïa Rotcheva, Verkhniaïa Rotcheva, Otchenga, Bolchaïa Kernejka, Malaïa Kernejka, Tchechiouga, Chomokcha. Ses lacs les plus importants sont l'Ounizero, le Karbatovskoïe, l'Ogrouchino (Soulkozero), le Iouksozero, le lac Velikoïe, le Voïmozero, l'Otchenskoïe, le lac de Khatchela, le Chtchoukozero, le Koïzozero et le lac Ouroskoïe.
Elle confine au nord avec la municipalité rurale de Kodino et au sud avec celle de Yarnema du raïon de Plessetsk.

## Histoire

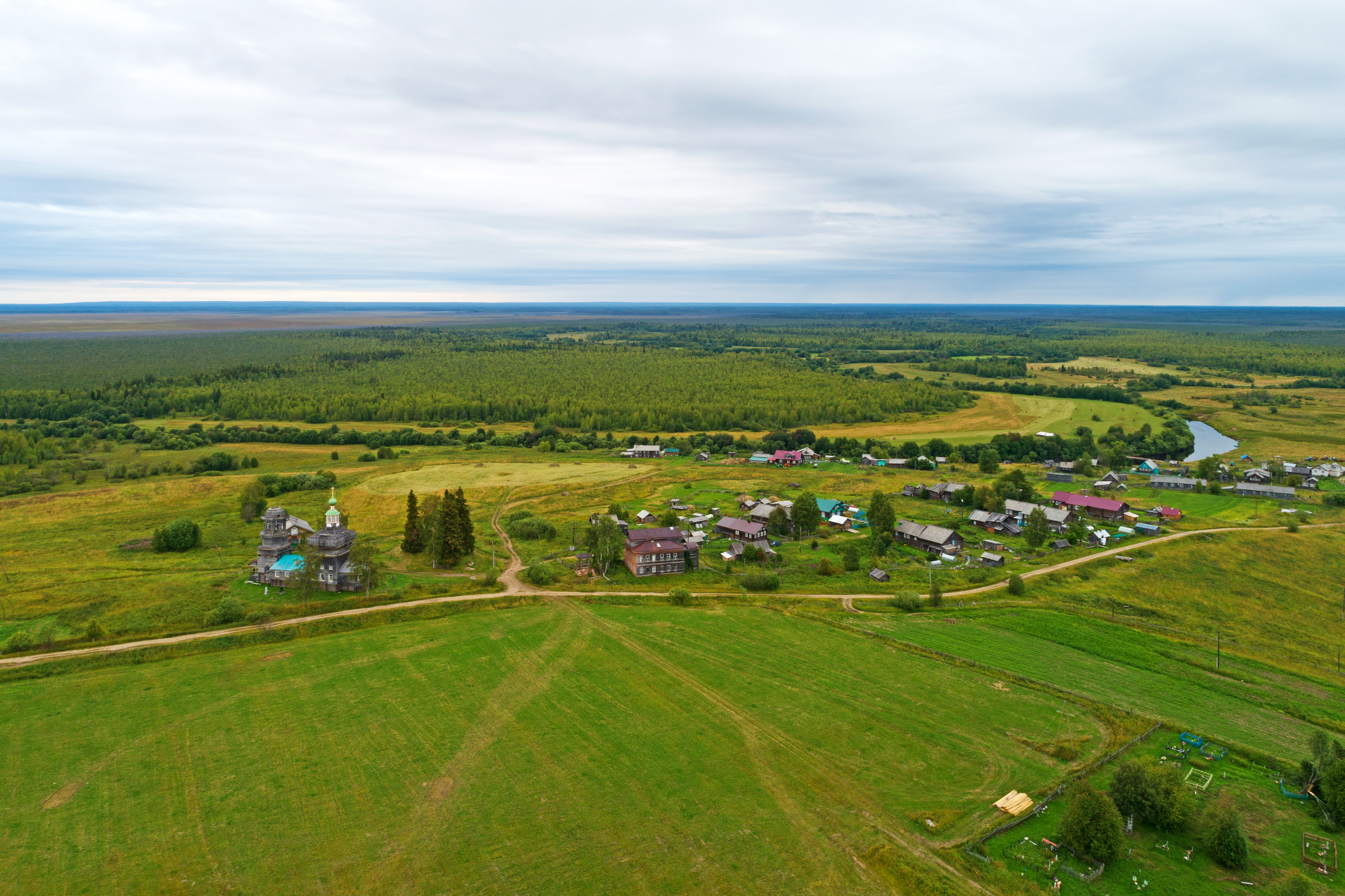
Le village de Pole.

La municipalité est formée en 2006,,,.
Autrefois ces terres appartenaient à la stan de Tourtchassovo de l'ouïezd de Kargopol. En 1776, la volost de Possad de la stan de Tourtchassovo est entrée dans la province de Novgorod et en 1780 la volost de Possad est entrée dans l'ouïezd d'Onega de la province de Vologda. De 1929 à 1931, elle a fait partie du raïon de Tchekouïevo, puis en 19311 de celui de Plessetsk avec trois soviets ruraux du raïon, celui de Gorodets, de Possad et de Yarnema. Les onze soviets ruraux restants supprimés du raïon de Tchekouïevo ont été réunis au raïon d'Onega. En 1963-1965, les soviets ruraux de Possad, Prilouki, Khatchela et de Tchekouïevo ont été intégrés au raïon rural de Plessetsk.

## Population
Sa population était de 3 299 habitants en 2006 ; 2 757 en 2013 ; et 2 249 en 2020.

## Localités rattachées
Quarante-sept localités sont rattachées à la municipalité:
- Le village d'Antsiferovskaïa;
- Le village d'Antsiferovski Bor (centre administratif);
- Le village de Bolchaïa Fiokhtalma;
- Le village de Bolchoï Charkovo;

- Le village de Bolchoï Bor;
- Le village de Boukhobory;
- Le village de Vazentsy;
- Le village de Velikosselskaïa;

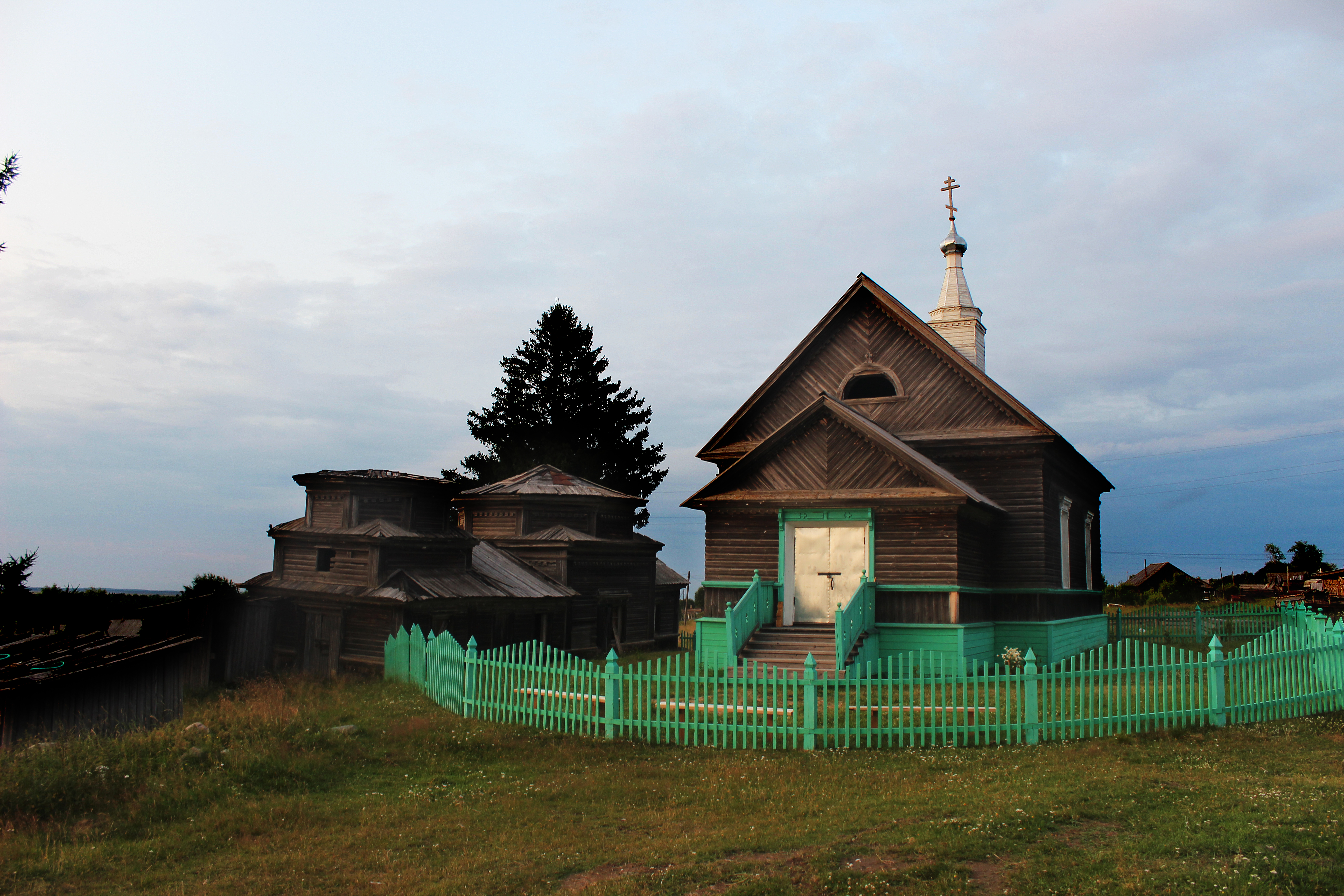
Églises de Bolchoï Bor.

- Le village de Verkhovié (Verkhniaïa Moudiouga);
- Le village de Voïmozero;
- Le village de Grikhnovo (Nijniaïa Moudiouga);
- Le village de Zalessié;
- Le village de Zatezié;
- Le village de Kanzapelda;
- Le village de Karbatovo;
- Le village de Kaska;
- Le village de Klechtchevo;
- Le hameau de Kovkouda;
- Le village de Kopylovka;
- Le village de Koutovanga;
- Le village de Kialovanga;
- Le village de Malaïa Fiokhalma;
- Le village de Maloïe Charkovo;
- Le village de Medvedevo;
- Le village de Mondino;
- Le village de Navolok;
- Le village de Niormoucha;
- Le village de Pavlovski Bor;
- Le village de Patchepelda;
- Le village de Pertema;
- Le village de Piala ;

- Le village de Pole;

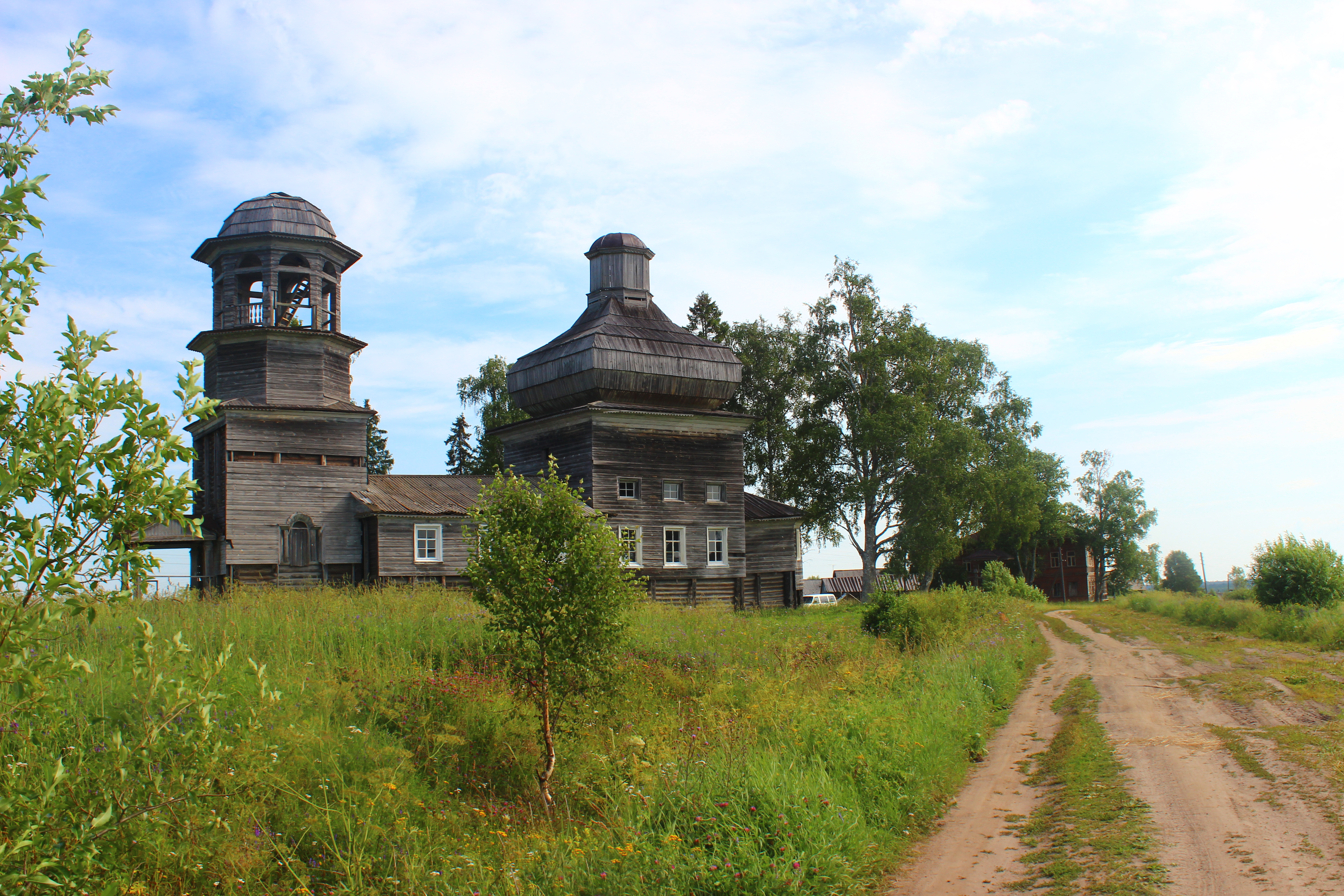
Église de l'Épiphanie de Pole.

- Le village de Possad (Tourtchassovo);
- Le village de Prilouki;
- Le village de Prochkovo;
- Le village de Piantino;
- Le village de Selski Bor;

- Le village de Syria;
- Le village de Tabory;
- Le village d'Oussolié;
- Le village de Filiava;
- Le village de Khatchela;
- Le village de Khaïala;
- Le village de Tseliaguino;

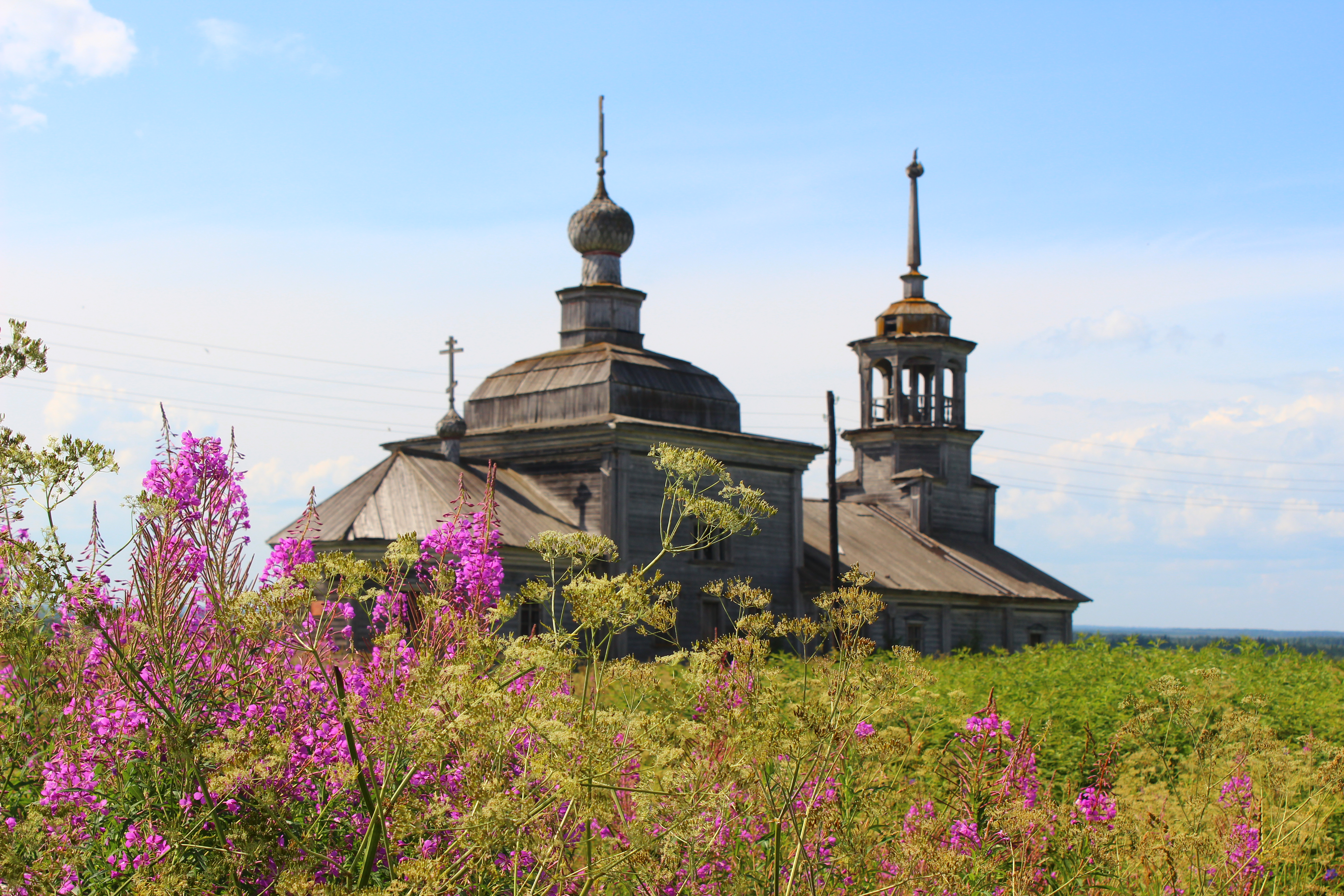
Église Saint-Nicolas de Syria.

- La localité rurale de Tchekouïevo;
- Le village de Tchechiouga;
- Le hameau de Chomokcha.